# 可持續發展策略研究中心
可持續發展策略研究中心（葡萄牙語：Centro de Estudos Estratégicos para o Desenvolvimento Sustentável，CEEDS），是已撤銷的澳門特別行政區政府部門，負責輔助澳門政府制訂可持續發展的策略和公共政策，確保經濟、社會和環境目標之間的協調，逐步改善澳門特別行政區居民的生活素質。其前身為於2005年3月1日成立的綜合生活素質研究中心，並於2006年5月15日改組成可持續發展策略研究中心。2010年12月13日，澳門行政長官崔世安透過第363/2010號行政長官批示 （页面存档备份，存于）撤銷了該研究中心，中心的人員、資產及檔案轉移至澳門基金會轄下的研究所。

## 歷史

### 綜合生活素質研究中心
時任澳門特別行政區行政長官何厚鏵於2005財政年度的施政報告中提到，為了提升整體市民的綜合生活素質，需要針對性的研究，明確提出成立 「綜合生活素質研究中心」。
並在該基礎上，參考國際社會的經驗，尋求適合澳門實際情況以及獲得充分支持的策略，透過有關的施政逐漸安排實施，借此而優化和加快政府的現有工作。
「綜合生活素質研究中心」是透過澳門特別行政區行政長官第30/2005號批示，於 2005年3月1日成立。

### 可持續發展策略研究中心
隨著澳門與泛珠三角区域合作、以至亞太地區的合作日益深化，經濟日趨國際化、隨著經濟迅速增長，因此澳門特別行政區行政長官透過第128/2006號批示，擴大原「綜合生活素質研究中心」的職能範圍，並且於2006年5月16日更名為「可持續發展策略研究中心」，透過可持續發展策略研究中心正確制訂相關策略，確保可持續發展且逐步提高澳門居民的生活素質。

## 外部連結
- 澳門特別行政區政府 可持續發展策略研究中心 （页面存档备份，存于）